# Agrigel-La Creuse
L'equip Agrigel-La Creuse fou un equip ciclista professional francès, que competí professionalment només la temporada 1996. Entre els seus millors ciclistes destaquen noms com Jean-François Bernard, Jean-Claude Colotti, Dominique Arnould o Jacky Durand.

## Principals resultats

### A les grans voltes
- Tour de França
  - 1 participacions (1996)
  - 0 victòries d'etapa:
  - 0 classificació finals:
  - 0 classificacions secundàries:

- Volta a Espanya
  - 0 participacions

- Giro d'Itàlia
  - 0 participacions

## Classificacions UCI
La següent classificació estableix la posició de l'equip en finalitzar la temporada.
| Temporada | Classificació per equips | Millor ciclista en la classificació individual |
| --------- | ------------------------ | ---------------------------------------------- |
| 1996      | 39è                      | Jacky Durand (163è)                            |